# Rumex simpliciflorus
Rumex simpliciflorus är en slideväxtart. Rumex simpliciflorus ingår i släktet skräppor, och familjen slideväxter.

## Underarter
Arten delas in i följande underarter:
- R. s. maderensis
- R. s. simpliciflorus